# Pallacanestro Olimpia Milano 2002-2003
Questa voce raccoglie le informazioni riguardanti la Pallacanestro Olimpia Milano nelle competizioni ufficiali della stagione 2002-2003.

## Stagione
La stagione 2002-2003 della Pallacanestro Olimpia Milano sponsorizzata Pippo, è la 70ª nel massimo campionato italiano di pallacanestro, la Serie A.
All'inizio della nuova stagione la Lega Basket decise di modificare il regolamento riguardo al numero di giocatori extracomunitari consentiti per ogni squadra che così passò a quattro, con anche la reintroduzione della distinzione tra giocatori comunitari ed extracomunitari.
Nell'estate 2002 la proprietà Tacchini esprime la necessità di trovare soci per continuare l'esperienza, di fronte alla mancanza di proposte concrete mette in vendita la società. L'acquirente con cui si concludono le trattative è Giorgio Corbelli che a giugno rileva l'Olimpia.
Alla guida tecnica viene chiamato da Roma Attilio Caja ed il roster rinnovato profondamente. L’Olimpia si qualifica per le final eight di coppa Italia che si svolgono a Forlì; il 19 febbraio incontra Cantù da cui viene battuta ed eliminata per 70 a 72. Nella regular season si qualifica al 
quinto posto accedendo ai play off dove, negli ottavi, affronta Varese venendo sconfitta nella prima gara casalinga il 6 maggio per un punto: 65 a 66. Il ritorno a Varese il 10 maggio vede i milanesi dominare per 79 a 55 andando così alla bella a Milano del 12 maggio in cui i giocatori di Caja si fanno battere un’altra volta per un punto: 59 a 60 ed eliminare.
In seguito alla rinuncia di Cantù e Napoli, l’Olimpia riaccede alle competizioni europee per la stagione successiva con la disputa della coppa ULEB
.

## Maglie
Il fornitore ufficiale del materiale tecnico per la stagione 2002-2003 è stato Asics, mentre l'unico sponsor ufficiale è stato il main sponsor Pippo. I Colori sociali rimangono il rosso e il bianco. Vi era una stella gialla a cinque punte leggermente inclinata sulla sinistra, all'interno di essa il colore dominante della canotta con il numero di maglia del giocatore. La stella veniva ripresa dal logo del main sponsor che era di colore azzurro/blu.

## Organigramma societario
Area tecnica 
- Allenatore: Attilio Caja
- Vice Allenatore: Andrea Trinchieri
- Assistente: Marco GANDINI
- Assistente: Enrico MONTEFUSCO
- Preparatore Atletico: Simone LASSINI
- Medico Sociale: Bruno CARÙ
- Medico Sociale: Davide SUSTA
- Massaggiatore:	Attilio COLOMBO

Dirigenza
- Presidente: Giorgio Corbelli
- Amministratore Delegato: Edoardo CEOLA
- Direttore Generale: Gino NATALI
- Team Manager: Marco Baldi
- Segretaria Generale: Cinzia LAURO
- Addetto stampa: Matteo MANTICA
- Segreteria: Alessia LO IACONO
- Segreteria: Giorgio SCOPECE
- Resp. Settore Giovanile: Gianni VILLA

## Roster
Aggiornato al 21 dicembre 2021.
| Pippo Milano 2002-2003 | Pippo Milano 2002-2003 |
| Giocatori              | Staff tecnico          |
| ---------------------- | ---------------------- |

| N. | Naz.                                              | Ruolo | Nome                | Anno | Alt.   | Peso   |  |
| -- | ------------------------------------------------- | ----- | ------------------- | ---- | ------ | ------ |  |
| 6  | Stati Uniti (bandiera)                            | P     | Duane Simpkins      | 1971 | 188 cm | 88 kg  |  |
| 7  | Italia (bandiera)                                 | AG    | Franco Ferroni      | 1972 | 203 cm |        |  |
| 7  | Croazia (bandiera)                                | AP    | Veljko Mršić        | 1971 | 203 cm | 100 kg |  |
| 8  | Italia (bandiera)                                 | P     | Claudio Coldebella  | 1968 | 198 cm |        |  |
| 9  | Italia (bandiera)                                 | G     | Stefano Gallea      | 1983 | 195 cm | 83 kg  |  |
| 10 | Argentina (bandiera) · Italia (bandiera)          | G     | Hugo Sconochini (C) | 1971 | 192 cm | 101 kg |  |
| 11 | Italia (bandiera)                                 | C     | Paolo Alberti       | 1972 | 206 cm | 115 kg |  |
| 12 | Stati Uniti (bandiera)                            | C     | Warren Kidd         | 1970 | 206 cm | 113 kg |  |
| 13 | Italia (bandiera)                                 | G     | Andrea Niccolai     | 1968 | 196 cm | 93 kg  |  |
| 14 | Slovacchia (bandiera)                             | AG    | Martin Rančík       | 1978 | 205 cm | 100 kg |  |
| 15 | Italia (bandiera)                                 | GA    | Giacomo Devecchi    | 1985 | 195 cm | 80 kg  |  |
| 18 | Italia (bandiera)                                 | AG    | Manuel Vanuzzo      | 1975 | 203 cm | 104 kg |  |
| 19 | Italia (bandiera)                                 | AC    | Alessandro Priuli   | 1986 | 201 cm |        |  |
| 20 | Macedonia del Nord (bandiera) · Italia (bandiera) | P     | Petar Naumoski      | 1968 | 195 cm | 95 kg  |  |
| -  | Italia (bandiera)                                 | AG    | Luca Matteucci      | 1984 | 200 cm | 95 kg  |  |

| Allenatore                                                                               |
| - Attilio Caja                                                                           |
| Assistente/i                                                                             |
| - Marco Gandini - Andrea Trinchieri Legenda - (C) Capitano - (IN) Inattivo - Infortunato |

## Mercato
La nuova proprietà ricostruisce la squadra, riportando nel roster giocatori che avevano dato buone prove nella loro carriera milanese quali Warren Kidd, Hugo Sconochini e Paolo Alberti, oltre a campioni come Claudio Coldebella e, a stagione iniziata Petar Naumoski.

### Sessione estiva
| Acquisti | Acquisti           | Acquisti             | Acquisti   | Acquisti |
| R.       | Nome               | da                   | Modalità   |          |
| -------- | ------------------ | -------------------- | ---------- | -------- |
| C        | Warren Kidd        | Gran Canaria         | definitivo |          |
| P        | Duane Simpkins     | Kansas Cagerz        | definitivo |          |
| G        | Hugo Sconochini    | Saski Baskonia       | definitivo |          |
| AG       | Manuel Vanuzzo     | Pall. Messina        | definitivo |          |
| C        | Paolo Alberti      | Scaligera Verona     | definitivo |          |
| G        | Andrea Niccolai    | Pall. Biella         | definitivo |          |
| AG       | Franco Ferroni     | Fabriano Basket      | definitivo |          |
| P        | Claudio Coldebella | PAOK Salonicco       | definitivo |          |
| AG       | Luca Matteucci     | Forti e Liberi Monza | definitivo |          |

| Cessioni | Cessioni          | Cessioni           | Cessioni       | Cessioni |
| R.       | Nome              | a                  | Modalità       |          |
| -------- | ----------------- | ------------------ | -------------- | -------- |
| PG       | Flavio Portaluppi | Castelletto Ticino | fine contratto |          |
| C        | Casey Shaw        | Free agent         | fine contratto |          |
| AG       | Andrea Michelori  | Pall. Biella       | fine contratto |          |
| G        | Marco Mordente    | Pall. Reggiana     | fine contratto |          |
| C        | Stefano Rusconi   | Pall. Reggiana     | fine contratto |          |
| C        | Josh Sankes       |                    | fine contratto |          |
| A        | Henry Turner      | Orlandina          | fine contratto |          |
| G        | Horton Kantrall   |                    | fine contratto |          |
| AP       | Slaven Rimac      | Cibona Zagabria    | fine contratto |          |
| PG       | Louis Bullock     | Málaga             | fine contratto |          |

### Dopo l'inizio della stagione
| Acquisti | Acquisti       | Acquisti   | Acquisti     | Acquisti   |
| R.       | Nome           | da         | Data         | Modalità   |
| -------- | -------------- | ---------- | ------------ | ---------- |
| P        | Petar Naumoski | Free agent | ottobre 2002 | definitivo |
| AP       | Veljko Mršić   | Girona     | aprile 2003  | definitivo |

| Cessioni | Cessioni       | Cessioni      | Cessioni      | Cessioni    |
| R.       | Nome           | a             | Data          | Modalità    |
| -------- | -------------- | ------------- | ------------- | ----------- |
| AG       | Franco Ferroni | Aironi Novara | novembre 2002 | rescissione |

## Risultati

### Serie A

#### Stagione regolare

##### Girone d'andata
| Arbitri: | Grossi Corrias Duranti |

|                                           |            |                                 |
| Callahan, Moltedo 13 Pieri 12 Rannikko 11 | Punti      | 20 kidd 19 Sconochini 18 Rancik |
| Pieri 3                                   | Assist     | 4 Sconochini                    |
| Callahan 9                                | Rimbalzi   | 12 Kidd                         |
| Phil Melillo                              | Allenatori | Attilio Caja                    |

| Arbitri: | Mattioli Ursi Seghetti |

|                                   |            |                               |
| Simpkins 21 Kidd 20 Sconochini 15 | Punti      | 28 Andersen 20 Greer 15 Jones |
| Sconochini 4                      | Assist     | 3 Palladino, Greer            |
| Kidd 14                           | Rimbalzi   | 7 Jones                       |
| Attilio Caja                      | Allenatori | Andrea Mazzon                 |

| Arbitri: | Paternicò Taurino Nardecchia |

|                                     |            |                                     |
| Rancik 21 Sconochini 18 Simpkins 15 | Punti      | 15 Turner 12 Nunez, Clark 10 Porter |
| Sconochini 4                        | Assist     | 3 Porter                            |
| Kidd 12                             | Rimbalzi   | 7 Turner                            |
| Attilio Caja                        | Allenatori | Andrea Mazzon                       |

| Arbitri: | Tola Lo Guzzo Pallonetto |

|                                  |            |                                     |
| Basile 22 Pozzecco 20 Kovačić 15 | Punti      | 19 Rancik 16 Sconochini 10 Simpkins |
| Pozzecco 4                       | Assist     | 5 Sconochini                        |
| Delfino 11                       | Rimbalzi   | 5 quattro giocatori                 |
| Matteo Boniciolli                | Allenatori | Attilio Caja                        |

| Arbitri: | Colucci Cerebuch Letizia |

|                                     |            |                                |
| Sconochini 24 Simpkins 18 Rancik 12 | Punti      | 21 Bulleri 17 Langdon 16 Edney |
| Coldebella, Sconochini 4            | Assist     | 3 Pittis                       |
| Sconochini 7                        | Rimbalzi   | 6 Marconato                    |
| Attilio Caja                        | Allenatori | Ettore Messina                 |

| Arbitri: | Facchini Sabetta Sardella |

|                                        |            |                                           |
| Stonerook 19 Thornton 17 McCullough 16 | Punti      | 19 Sconochini 15 Rancik, Niccolai 12 Kidd |
| Thornton 2                             | Assist     | 3 Sconochini                              |
| Stonerook 11                           | Rimbalzi   | 7 Vanuzzo, Kidd                           |
| Stefano Sacripanti                     | Allenatori | Attilio Caja                              |

| Arbitri: | D'Este Di Modica Vianello |

|                                       |            |                                      |
| Simpkins 18 Sconochini 17 Naumoski 12 | Punti      | 16 Alexander 15 Mulaomerovic 13 Mian |
| Kidd, Sconochini 3                    | Assist     | 2 Mulaomerovic                       |
| Vanuzzo 8                             | Rimbalzi   | 8 Alexander                          |
| Attilio Caja                          | Allenatori | Fabrizio Frates                      |

| Arbitri: | Zancanella Anesin Pasetto |

|                                      |            |                                  |
| Elliott 28 Giachetti 10 Santarossa 7 | Punti      | 15 Kidd 13 Vanuzzo 12 Sconochini |
| Giachetti 3                          | Assist     | 4 Sconochini                     |
| Sambugaro 7                          | Rimbalzi   | 8 Rancik                         |
| Luca Banchi                          | Allenatori | Attilio Caja                     |

| Arbitri: | Grossi Ramilli Pallonetto |

|                                               |            |                                    |
| Rancik 25 Naumoski, Niccolai 15 Sconochini 11 | Punti      | 27 Gorenc 13 McCormack 10 Meneghin |
| Naumoski 3                                    | Assist     | 2 Vescovi                          |
| Vanuzzo 10                                    | Rimbalzi   | 11 Scott                           |
| Attilio Caja                                  | Allenatori | Gregor Beugnot                     |

| Arbitri: | Tola Corrias Quacci |

|                                       |            |                                 |
| Sconochini 18 Simpkins 15 Naumoski 14 | Punti      | 20 Eubanks 12 Ivory 12 Williams |
| Coldebella 4                          | Assist     | 2 Lamma                         |
| Kidd 12                               | Rimbalzi   | 12 Eze                          |
| Attilio Caja                          | Allenatori | Lino Lardo                      |

| Arbitri: | Colucci Paternicò Di Modica |

|                                               |            |                                                |
| Rigaudeau 23 Dial 15 Bell, Frosini, Koturovic | Punti      | 27 Sconochini 24 Rancik 8 Naumoski, Coldebella |
| Bell 5                                        | Assist     | 3 Naumoski                                     |
| Bell 7                                        | Rimbalzi   | 8 Kidd                                         |
| Bogdan Tanjević                               | Allenatori | Attilio Caja                                   |

| Arbitri: | Lamonica Lo Guzzo Pasetto |

|                                         |            |                                        |
| Naumoski 24 Coldebella 17 Sconochini 16 | Punti      | 23 Erdmann 15 Kelecevic 12 Roberson 12 |
| Sconochini 5                            | Assist     | 2 Maric, Erdmann                       |
| Kidd, Rancik 10                         | Rimbalzi   | 6 Kelecevic                            |
| Attilio Caja                            | Allenatori | Cesare Pancotto                        |

| Arbitri: | Zancanella Ramilli Filippini |

|                                        |            |                                           |
| Santiago, Jenkins 18 Tusek 15 Myers 13 | Punti      | 19 Sconochini, Naumoski 16 Kidd 15 Rancik |
| Myers 3                                | Assist     | 5 Naumoski                                |
| Santiago 11                            | Rimbalzi   | 10 Rancik                                 |
| Piero Bucchi                           | Allenatori | Attilio Caja                              |

| Arbitri: | Colucci Anesin Vianello |

|                               |            |                               |
| Naumoski 20 Rancik 19 Kidd 18 | Punti      | 31 Ford 16 Chiacig 9 Stefanov |
| Naumoski 3                    | Assist     | 3 Vukcevic, Stefanov          |
| Kidd 16                       | Rimbalzi   | 15 Chiacig                    |
| Attilio Caja                  | Allenatori | Ergin Ataman                  |

| Arbitri: | Cazzaro Taurino Pasetto |

|                                          |            |                               |
| Thomas 25 Belcher 14 Michelori, Di Bella | Punti      | 20 Rancik 18 Kidd 11 Naumoski |
| Di Bella, Belcher 6                      | Assist     | 5 Naumoski                    |
| Sales 7                                  | Rimbalzi   | 12 Rancik                     |
| Alessandro Ramagli                       | Allenatori | Attilio Caja                  |

| Arbitri: | Mattioli Ramilli Nardecchia |

|                                        |            |                                             |
| Vanterpool 23 Corrales 16 Middleton 14 | Punti      | 18 Coldebella, Naumoski 14 Niccolai 13 Kidd |
| 2 Vanterpool                           | Assist     | 2 Naumoski, Coldebella                      |
| 9 Jelić, Grgurević                     | Rimbalzi   | 13 Kidd                                     |
| Zare Markovski                         | Allenatori | Attilio Caja                                |

| Arbitri: | Paternicò Reatto Vianello |

|                               |            |                                            |
| Naumoski 36 Rancik 20 Kidd 17 | Punti      | 17 Pecile 10 Gigena, Lacey 8 Berić, Albano |
| Naumoski 8                    | Assist     | 2 Richardson, Albano, Pecile               |
| Kidd 14                       | Rimbalzi   | 6 Richardson                               |
| Attilio Caja                  | Allenatori | Marco Crespi                               |

##### Girone di ritorno
| Arbitri: | Tola Cerebuch Di Modica |

|                                 |            |                               |
| Naumoski 14 Kidd 11 Simpkins 10 | Punti      | 23 Monroe 20 Milič 13 Fajardo |
| Sconochini 6                    | Assist     | 3 Milič                       |
| Kidd 6                          | Rimbalzi   | 8 Fajardo                     |
| Attilio Caja                    | Allenatori | Phil Melillo                  |

| Arbitri: | Facchini Ramilli Vianello |

|                              |            |                               |
| Greer 24 Davison 15 Clack 11 | Punti      | 22 Rancik 18 Naumoski 14 Kidd |
| Greer 4                      | Assist     | 5 Naumoski                    |
| Davison 10                   | Rimbalzi   | 8 Rancik                      |
| Andrea Mazzon                | Allenatori | Attilio Caja                  |

| Arbitri: | Lamonica lo Guzzo Letizia |

|                                       |            |                                               |
| Balliro, Turner 17 Clark 12 Gattoni 9 | Punti      | 27 Niccolai 16 Rancik, Naumoski 10 Sconochini |
| Gattoni 6                             | Assist     | 4 Sconochini                                  |
| Romagnoli, Kingombe, Clark 4          | Rimbalzi   | 7 Kidd, Rancik                                |
| Roberto Carmenati                     | Allenatori | Attilio Caja                                  |

| Arbitri: | Cazzaro Sabetta Duranti |

|                                                     |            |                                  |
| Sconochini 18 Kidd, Niccolai 16 Naumoski, Rancik 11 | Punti      | 17 Basile 14 Pozzecco 13 Galanda |
| Naumoski 6                                          | Assist     | 3 Pozzecco                       |
| Kidd 16                                             | Rimbalzi   | 10 Galanda                       |
| Attilio Caja                                        | Allenatori | Jasmin Repeša                    |

| Arbitri: | Grossi Mattioli Corrias |

|                                  |            |                                               |
| Marconato 18 Langdon 16 Edney 11 | Punti      | 16 Sconochini 13 Rancik, Naumoski 11 Niccolai |
| Nicola, Edney 5                  | Assist     | 4 Sconochini                                  |
| Marconato 12                     | Rimbalzi   | 13 Kidd                                       |
| Ettore Messina                   | Allenatori | Attilio Caja                                  |

| Arbitri: | Tola Paternicò Anesin |

|                                  |            |                                            |
| Rancik 32 Niccolai 15 Naumoski 7 | Punti      | 21 McCullough 19 Hines 10 Jones, Stonerook |
| Naumoski 5                       | Assist     | 3 Stonerook                                |
| Rancik 11                        | Rimbalzi   | 9 Stonerook                                |
| Attilio Caja                     | Allenatori | Stefano Sacripanti                         |

| Arbitri: | Colucci Seghetti Nardecchia |

|                                             |            |                                               |
| Alexander 17 Vujacic, Mian 13 Nikagbatse 11 | Punti      | 16 Sconochini 13 Rancik, Naumoski 11 Niccolai |
| Allen 3                                     | Assist     | 4 Sconochini                                  |
| Alexander 10                                | Rimbalzi   | 13 Kidd                                       |
| Stefano Pillastrini                         | Allenatori | Attilio Caja                                  |

| Arbitri: | Facchini Taurino Vianello |

|                                             |            |                                           |
| Coldebella 20 Kidd 15 Niccolai, Naumoski 13 | Punti      | 28 Conley 13 Elliott, Mutavdžić 10 McLeod |
| quattro giocatori 3                         | Assist     | 4 McLeod, Conley                          |
| Kidd 18                                     | Rimbalzi   | 7 Elliott                                 |
| Attilio Caja                                | Allenatori | Luca Banchi                               |

| Arbitri: | Paternicò Cerebuch Corrias |

|                                |            |                                     |
| Gorenc 22 Conti 18 Meneghin 10 | Punti      | 24 Naumoski 17 Sconochini 16 Rancik |
| Vescovi, Meneghin 3            | Assist     | 3 Coldebella                        |
| Gorenc 8                       | Rimbalzi   | 9 Kidd                              |
| Gregor Beugnot                 | Allenatori | Attilio Caja                        |

| Arbitri: | D'Este Ursi Duranti |

|                                   |            |                               |
| Eubanks 21 Ivory 16 Rombaldoni 14 | Punti      | 17 Kidd 16 Rancik 12 Niccolai |
| Eze 2                             | Assist     | 3 Naumoski, Sconochini        |
| Eze 6                             | Rimbalzi   | 9 Kidd                        |
| Lino Lardo                        | Allenatori | Attilio Caja                  |

| Arbitri: | Grossi Lo Guzzo Pallonetto |

|                                   |            |                               |
| Naumoski 48 Kidd 16 Coldebella 12 | Punti      | 22 Scarone 15 Dial 13 Frosini |
| Coldebella 4                      | Assist     | 2 Dial                        |
| Kidd 11                           | Rimbalzi   | 8 Koturović                   |
| Attilio Caja                      | Allenatori | Valerio Bianchini             |

| Arbitri: | Tola Mattioli Taurino |

|                                 |            |                                          |
| Kelecevic 20 Casoli 16 Maric 15 | Punti      | 30 Naumoski 22 Kidd 17 Niccolai, Vanuzzo |
| Camata 2                        | Assist     | 8 Naumoski                               |
| Casoli 8                        | Rimbalzi   | 14 Kidd                                  |
| Cesare Pancotto                 | Allenatori | Attilio Caja                             |

| Arbitri: | Cazzaro Cerebuch Pasetto |

|                                   |            |                               |
| Naumoski 25 Sconochini 18 Kidd 15 | Punti      | 23 Jenkins 22 Myers 13 Parker |
| Naumoski 8                        | Assist     | 3 Myers                       |
| Kidd 12                           | Rimbalzi   | 7 Tusek, Parker               |
| Attilio Caja                      | Allenatori | Piero Bucchi                  |

| Arbitri: | Lamonica Ramilli Ursi |

|                                           |            |                                            |
| Ford 30 Zukauskas 12 Turkcan, Vukcevic 10 | Punti      | 28 Naumoski 23 Sconochini 17 Martin Rancik |
| Ford 5                                    | Assist     | 7 Naumoski                                 |
| Turkcan 12                                | Rimbalzi   | 6 Alberti, Rancik                          |
| Ergin Ataman                              | Allenatori | Attilio Caja                               |

| Arbitri: | Grossi Filippini Sardella |

|                                   |            |                                        |
| Sconochini 23 Naumoski 22 Kidd 16 | Punti      | 18 Belcher, Sales 13 Jaacks 11 Soragna |
| Coldebella, Naumoski 5            | Assist     | 3 Belcher                              |
| Sconochini 11                     | Rimbalzi   | 16 Jaacks                              |
| Attilio Caja                      | Allenatori | Alessandro Ramagli                     |

| Arbitri: | Facchini Reatto Duranti |

|                               |            |                                          |
| Rancik 19 Mršić 17 Alberti 13 | Punti      | 24 Giovacchini 21 Vanterpool 16 Gecevski |
| Coldebella 10                 | Assist     | 4 Vanterpool                             |
| Alberti 10                    | Rimbalzi   | 9 Vanterpool                             |
| Attilio Caja                  | Allenatori | Zare Markovski                           |

| Arbitri: | Colucci Seghetti Di Modica |

|                              |            |                                      |
| Gigena 25 Pecile 20 Lacey 14 | Punti      | 16 Sconochini 15 Niccolai 14 Alberti |
| Pecile, Gigena 1             | Assist     | 3 Sconochini                         |
| Gatling 14                   | Rimbalzi   | 10 Alberti                           |
| Stefano Cioppi               | Allenatori | Attilio Caja                         |

#### Play-off

##### Quarti di finale
| Arbitri: | Tola Filippini Ursi |

|                                   |            |                                |
| Naumoski 18 Kidd 15 Sconochini 12 | Punti      | 14 Conti 13 Meneghin 11 De Pol |
| Naumoski 4                        | Assist     | 4 Meneghin                     |
| Kidd 12                           | Rimbalzi   | 9 Conti                        |
| Attilio Caja                      | Allenatori | Edoardo Rusconi                |

| Arbitri: | Reatto Mattioli Seghetti |

|                                 |            |                                     |
| Vescovi 21 Meneghin 10 Gorenc 8 | Punti      | 25 Naumoski 17 Sconochini 15 Rancik |
| Meneghin 4                      | Assist     | 4 Naumoski                          |
| 6 Conti                         | Rimbalzi   | 9 Kidd                              |
| Edoardo Rusconi                 | Allenatori | Attilio Caja                        |

| Arbitri: | Colucci Paternicò Pallonetto |

|                                           |            |                              |
| Naumoski 36 Mršić, Alberti 6 Coldebella 4 | Punti      | 20 Gorenc 10 LaRue 9 Vescovi |
| Sconochini 2                              | Assist     | 3 Vescovi                    |
| Kidd 10                                   | Rimbalzi   | 9 De Pol                     |
| Attilio Caja                              | Allenatori | Edoardo Rusconi              |

### Coppa Italia
| Forlì 18 febbraio 2003, ore 18:00 Quarti di finale | Pall. Cantù | 72 – 70 referto | Olimpia Milano | PalaFiera |
| Stefano Sacripanti Allenatori Attilio Caja         |             |                 |                |           |
|                                                    |             |                 |                |           |
| Stefano Sacripanti                                 | Allenatori  | Attilio Caja    |                |           |

## Statistiche

### Statistiche di squadra
| Competizione | G  | V  | P  | Pt   | 2PT  | 3PT  | TL   | Rimbalzi | Rimbalzi | Rimbalzi | Stop | Palle | Palle | Ass  |
| Competizione | G  | V  | P  | Pt   | 2PT  | 3PT  | TL   | Off      | Dif      | Tot      | Stop | Perse | Rec.  | Ass  |
| ------------ | -- | -- | -- | ---- | ---- | ---- | ---- | -------- | -------- | -------- | ---- | ----- | ----- | ---- |
| Serie A      | 34 | 20 | 14 | 80.7 | 54.9 | 36.8 | 75.2 | 9.4      | 25.5     | 34.9     | 1.7  | 16.4  | 17.3  | 10.3 |
| Playoff      | 3  | 1  | 2  | 67.7 | 53.1 | 31.3 | 75.7 | 10.3     | 23.0     | 33.3     | 1.3  | 17.3  | 18.3  | 7.0  |
| Totale       | 37 | 21 | 16 | 74.2 | 54.1 | 34.3 | 75.4 | 9.9      | 24.3     | 34.1     | 1.5  | 16.8  | 17.8  | 8.6  |

### Andamento in campionato
| Giornata  | 1 | 2 | 3 | 4 | 5 | 6  | 7  | 8 | 9 | 10 | 11 | 12 | 13 | 14 | 15 | 16 | 17 | 18 | 19 | 20 | 21 | 22 | 23 | 24 | 25 | 26 | 27 | 28 | 29 | 30 | 31 | 32 | 33 | 34 |
| --------- | - | - | - | - | - | -- | -- | - | - | -- | -- | -- | -- | -- | -- | -- | -- | -- | -- | -- | -- | -- | -- | -- | -- | -- | -- | -- | -- | -- | -- | -- | -- | -- |
| Luogo     | T | C | C | T | C | T  | C  | T | C | C  | T  | C  | T  | C  | T  | T  | C  | C  | T  | T  | C  | T  | C  | T  | C  | T  | T  | C  | T  | C  | T  | C  | C  | T  |
| Risultato | V | V | V | P | P | P  | V  | V | V | V  | P  | V  | P  | P  | P  | V  | V  | P  | V  | V  | V  | P  | P  | P  | V  | V  | P  | V  | V  | P  | V  | V  | V  | P  |
| Posizione | 4 | 3 | 3 | 2 | 7 | 12 | 11 | 7 | 6 | 2  | 2  | 3  | 3  | 6  | 8  | 8  | 7  | 9  | 6  | 6  | 6  | 6  | 6  | 6  | 6  | 6  | 6  | 5  | 5  | 5  | 5  | 5  | 5  | 5  |

Fonte:  Serie A – Classifica, su legabasket.it. URL consultato il 19 maggio 2023.
Legenda:

Luogo: C = Casa; T = Trasferta. Risultato: V = Vittoria; P = Sconfitta.
- = Turno di riposo.

### Statistiche giocatori
| Giocatore          | Serie A | Serie A | Serie A | Serie A | Serie A Playoff | Serie A Playoff | Serie A Playoff | Serie A Playoff | Totale | Totale | Totale | Totale |
| Giocatore          | PG      | PTI     | AST     | RIM     | PG              | PTI             | AST             | RIM             | PG     | PTI    | AST    | RIM    |
| ------------------ | ------- | ------- | ------- | ------- | --------------- | --------------- | --------------- | --------------- | ------ | ------ | ------ | ------ |
| Warren Kidd        | 34      | 405     | 30      | 311     | 3               | 26              | 2               | 31              | 37     | 431    | 32     | 342    |
| Claudio Coldebella | 34      | 234     | 76      | 120     | 3               | 15              | 2               | 8               | 37     | 249    | 78     | 128    |
| Andrea Niccolai    | 32      | 249     | 13      | 61      | 2               | 0               | 0               | 3               | 34     | 249    | 13     | 64     |
| Martin Rancik      | 31      | 469     | 11      | 177     | 3               | 28              | 0               | 21              | 34     | 497    | 11     | 198    |
| Hugo Sconochini    | 31      | 458     | 86      | 145     | 3               | 32              | 6               | 16              | 34     | 490    | 92     | 161    |
| Manuel Vanuzzo     | 31      | 159     | 11      | 112     | 0               | 0               | 0               | 0               | 31     | 159    | 11     | 112    |
| Paolo Alberti      | 29      | 102     | 1       | 91      | 3               | 10              | 2               | 3               | 32     | 112    | 3      | 94     |
| Petar Naumoski     | 28      | 476     | 101     | 55      | 3               | 79              | 8               | 6               | 31     | 555    | 109    | 61     |
| Duane Simpkins     | 25      | 171     | 14      | 30      | 0               | 0               | 0               | 0               | 25     | 171    | 14     | 30     |
| Franco Ferroni     | 6       | 2       | 2       | 4       | -               | -               | -               | -               | 6      | 2      | 2      | 4      |
| Stefano Gallea     | 4       | 1       | 0       | 0       | -               | -               | -               | -               | 4      | 1      | 0      | 0      |
| Veljko Mršić       | 1       | 17      | 4       | 4       | 3               | 13              | 1               | 6               | 4      | 30     | 5      | 10     |
| Giacomo Devecchi   | 1       | 0       | 0       | 1       | -               | -               | -               | -               | 1      | 0      | 0      | 1      |
| Luca Matteucci     | 0       | 0       | 0       | 0       | -               | -               | -               | -               | 0      | 0      | 0      | 0      |
| Alessandro Priuli  | 0       | 0       | 0       | 0       | -               | -               | -               | -               | 0      | 0      | 0      | 0      |